# Austrotherm
Austrotherm Sp. z o.o. – polskie przedsiębiorstwo z kapitałem obcym zajmujące się wytwarzaniem płyt termoizolacyjnych ze styropianu na potrzeby budownictwa. Spółka istnieje na rynku od 1993, kiedy to latem Dämmstoffe Nowotny zawiązał spółkę joint venture Austrotherm z polskimi firmami: ówczesnymi Zakładami Chemicznymi „Oświęcim” (obecnie Synthos S.A.) oraz CIECH–Stomil Łódź. Celem przedsięwzięcia było uruchomienie w Oświęcimiu nowoczesnej fabryki styropianu budowlanego. Wkład firmy Nowotny w wysokości 1,6 mln EUR oraz jej know-how doprowadziły do uruchomienia zakładu o wydajności maksymalnej 600 000 m³ rocznie. W 1999 roku Austrotherm rozszerzył swoją działalność i w lipcu tegoż roku uruchomiono drugi zakład EPS w Skierniewicach. Ta inwestycja w wysokości 2,18 mln EUR pozwoliła zwiększyć zdolności produkcyjne obu zakładów do 1 mln m³ rocznie. W lutym 2001 roku Austrotherm GmbH przejął pozostałe 55% udziałów od Firmy Chemicznej Dwory S.A. i firmy CIECH-Stomil. Od tej pory oba zakłady w Polsce w 100% wchodzą w skład koncernu Schmid Industrie Holding. W 2009 roku Austrotherm poszerzył moce produkcyjne rozbudowując zakład w Oświęcimiu i od tego momentu łączne maksymalne moce produkcyjne kształtują się na poziomie 1,5 mln m³ rocznie. W 2016 roku firma także rozbudowała zakład w Skierniewicach.

## Austrotherm na świecie
- Austrotherm GmbH, Pinkafeld (Austria)
- Austrotherm GmbH, Purbach (Austria)
- Austrotherm GmbH Zentrale und Verwaltung, Wopfing (Austria)
- Austrotherm Bulgaria EOOD Sofia (Bułgaria)
- Austrotherm Bulgaria EOOD Aitos (Bułgaria)
- Austrotherm BH d.o.o., Bihac (Bośnia i Hercegowina)
- Austrotherm BH d.o.o., Šamac (Bośnia i Hercegowina)
- Austrotherm Dämmstoffe GmbH, Wittenberge (Niemcy)
- Austrotherm BH doo, Zagrzeb (Chorwacja)
- Austrotherm Höszigetelöanyag Gyártó Kft, Györ (Węgry)
- Austrotherm Höszigetelöanyag Gyártó Kft, Gyöngyös (Węgry)
- Austrotherm Höszigetelöanyag Gyártó Kft, Szekszárd (Węgry)
- Austrotherm COM S.R.L., Bukareszt (Rumunia)
- Austrotherm COM S.R.L., Horia (Rumunia)
- Austrotherm COM S.R.L., Oras Arad (Rumunia)
- AUSTROTHERM d.o.o., Valjevo (Serbia)
- AUSTROTHERM d.o.o., Nisz (Serbia)
- AUSTROTHERM d.o.o., Belgrad (Serbia)
- AUSTROTHERM d.o.o., Srbobran (Serbia)
- Austrotherm S.R.O., Bratysława (Słowacja)
- AUSTROTHERM YALITIM MALZEMELERI San., Standuł (Turcja)
- AUSTROTHERM YALITIM MALZEMELERI San., Dilovasi (Turcja)
- AUSTROTHERM YALITIM MALZEMELERI San., Turgutlu (Turcja)
- AUSTROTHERM YALITIM MALZEMELERI San., Ankara (Turcja)[1]